# Shotwell
Shotwell是個為GNOME桌面環境提供個人相片管理的圖片檢視器。他取代了F-Spot成為基於GNOME的Linux發行版（包含Fedora 13、Ubuntu 10.10）的標準影像處理工具。

## 特色
Shotwell可以直接從數位相機匯入影像和影片，並自動依照日期為匯入的影像或影片作分組；除此之外亦提供標記的功能。
Shotwell內建的影像編輯讓使用者能旋轉、剪裁、消除紅眼，並可調整色彩平衡。
Shotwell能讓使用者在Facebook、Flickr、Picasa 網路相簿、Piwig或Youtube發布相片或影片。

## 技術資訊
Shotwell與其他圖片管理比方：F-Spot和gThumb一樣，是以Vala程式語言寫成，並使用libgphoto2程式庫匯入圖片。

## 外部連結
- 官方网站